# Dolf Kruger
Adolf Michel Gosewin Krüger (Chexbres, Zwitserland, 20 september 1923 – Zweden, 18 maart 2015) was een Nederlandse fotograaf. 
Hij legt het eindexamen van de hbs af in 1942, en tot februari 1943 volgt hij een opleiding aan de Zeevaartschool in Amsterdam, daarna duikt hij onder. In de periode 1945-1946 begint hij met de aanvang van de studie Indologie in Leiden, welke niet wordt voltooid.
Kruger leert in 1946-1947 als autodidact fotograferen. Bij Maria Austria en Aart Klein van fotografencollectief Particam doet hij praktijkervaring op en in 1947-1948 is hij in de leer bij Carel Blazer. Hij vervangt Carel als cameraman voor de CPN-film Welvaart voor een nieuw Nederland, onder regie van Paul Schuitema. 
In 1948 trouwt hij met Suze Henriët (Amsterdam, 3 december 1927). In 1948-1951 gaat hij zich vestigen als freelance fotojournalist. Het diploma van de Nederlandse Vereniging van Fotojournalisten bekomt hij in 1949. 
Van 1951 tot 1960 is hij fotograaf in vaste dienst bij het communistische dagblad De Waarheid. In 1959 is er een tentoonstelling van foto's van de mijnstakingen in de Borinage in bioscoop Kriterion te Amsterdam, en hij ontvangt in 1960 een gouden medaille voor zijn Borinage-foto's op de tentoonstelling Interpress-Foto in Oost-Berlijn.
Van 1960 tot 1983, samen met zijn echtgenote Suze Henriët, werkt hij als freelance fotograaf; hij legt zich toe op bedrijfs- en industriële fotografie en krijgt opdrachten van overheid en bedrijfsleven. In 1965 krijgt hij een opdracht van Willem Sandberg, directeur van het Stedelijk Museum Amsterdam, om voor het Vondelpark-paviljoen een fototentoonstelling samen te stellen over de auto in het hedendaagse leven onder de titel Autografie. In 1961 is hij de winnaar van de Zilveren Camera met een foto van mijnstakingen in de Borinage.
In 1965 koopt hij een voormalige kruidenierszaak in Zweden. Reizen met Suze naar Griekenland, Spanje en Joegoslavië maakt hij in 1966 en 1968  en dat resulteert in Kijkwijzers van uitgeverij A. Roelofs van Goor in Amersfoort.
In 1971 ontvangt hij een eerste prijs voor het jaarverslag van de Nederlandse Spoorwegen in de jaarverslagenwedstrijd van het Gerrit Jan Thiemefonds. Opdracht van CRM om in samenwerking met grafisch ontwerper Wim Crouwel een audiovisual te maken ter gelegenheid van het Monumentenjaar vindt plaats in 1975. Een tentoonstelling met natuurcollages, wandkleden en foto's van Dolf en Suze Kruger-Henriët  is in 1977 in het Oude Raadhuis te Aalsmeer.
In 1983 gaat Kruger gaat met pensioen en vestigt zich definitief in Zweden.
In 1989 gebruikte De Dijk een foto van Kruger uit 1955 voor het album Niemand in de stad. Op de hoesfoto is een man te zien die in de Amsterdamse Warmoesstraat op de grond ligt.

## Tentoonstellingen
Overzichtstentoonstelling in het Amsterdams Historisch Museum, in 1987 met verschijning van een monografie over zijn werk en vertoning van een korte televisiefilm van Carry de Swaan over zijn leven en werk. De toekenning Zuiderzeeprijs, ingesteld door de Vereniging van Vrienden van het Zuiderzeemuseum en publicatie van Eens Zuiderzee ontvangt Dolf Kruger in 1988.
In 1989 doet Kruger mee aan de tentoonstelling Dutch Photography 1945-1960 tijdens de Month of Photography in Athene. Een tentoonstelling van wandobjecten en foto's van Dolf en Suze Kruger-Henriët bij galerie Jansen & Kooy in Warnsveld vindt plaats in 2003.
De gegevens werden ontleend aan de Fotodossiers van het Nederlands Fotomuseum.